# Stanisław Mazuś

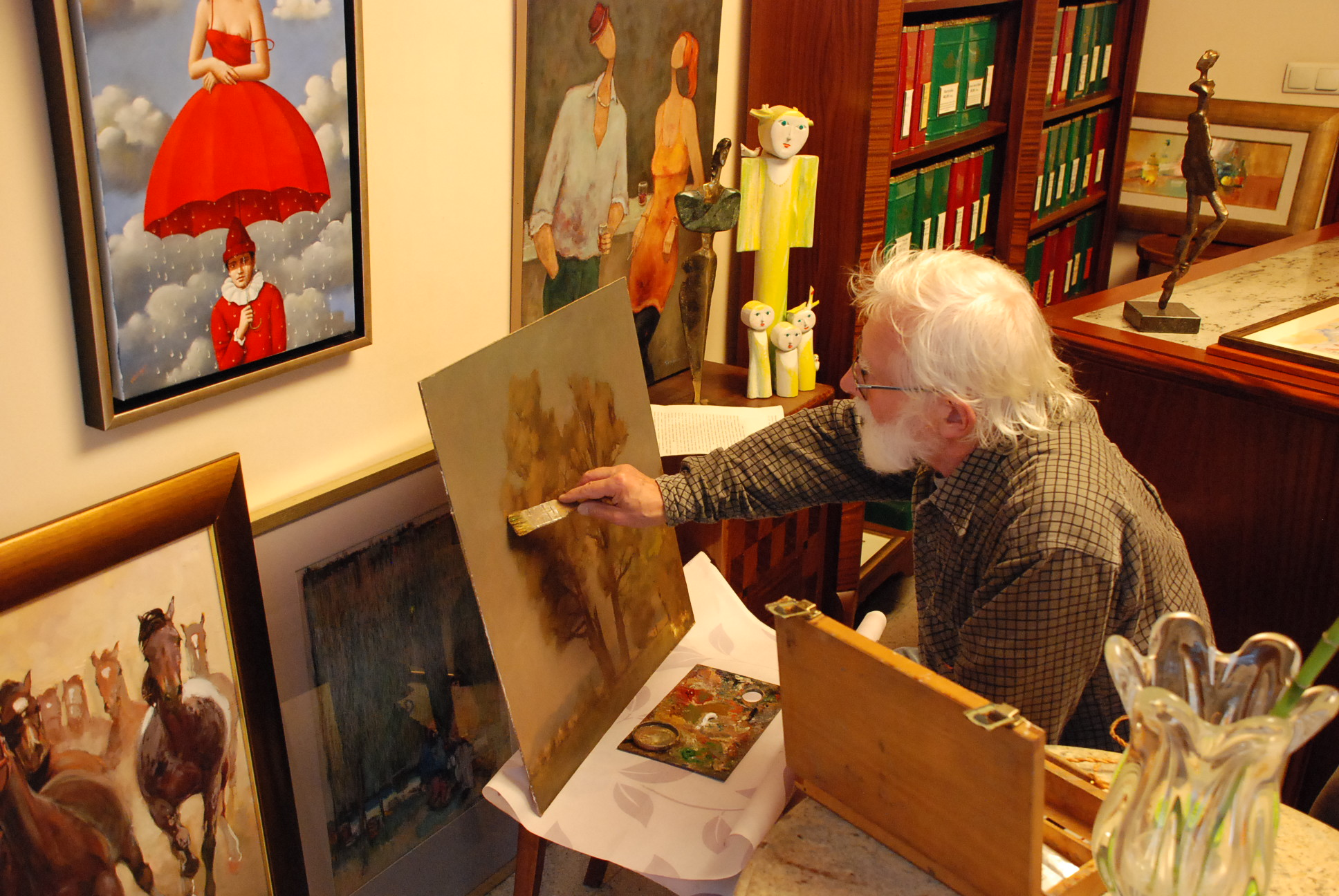
Stanisław Mazuś przy pracy

Stanisław Mazuś (ur. 7 listopada 1940 w Lublinie) – polski malarz współczesny.

## Życiorys
W latach 1954–1960 uczył się w liceach sztuk plastycznych w Lublinie i Zamościu. Studiował na Wydziale Malarstwa Akademii Sztuk Pięknych w Warszawie w latach 1961–1967. Uzyskał dyplom w pracowni prof. Eugeniusza Eibischa. Był dwukrotnym stypendystą Ministerstwa Kultury i Sztuki.
Od 1967 r. brał udział w międzynarodowych, ogólnopolskich i okręgowych wystawach, konkursach oraz plenerach. Brał udział w ponad 200 wystawach indywidualnych w wielu miastach kraju i za granicą (m.in. Sofia, Praga, Sztokholm, Wiedeń, Komarno, Aix-les-Bains, Mediolan, Nowy Jork, Waszyngton i Bratysława)

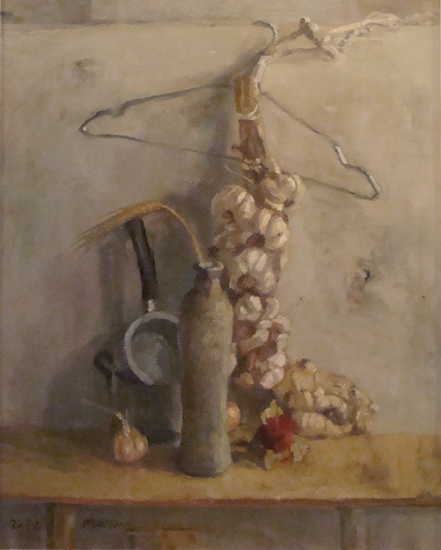
S. Mazuś, „Dominacja”

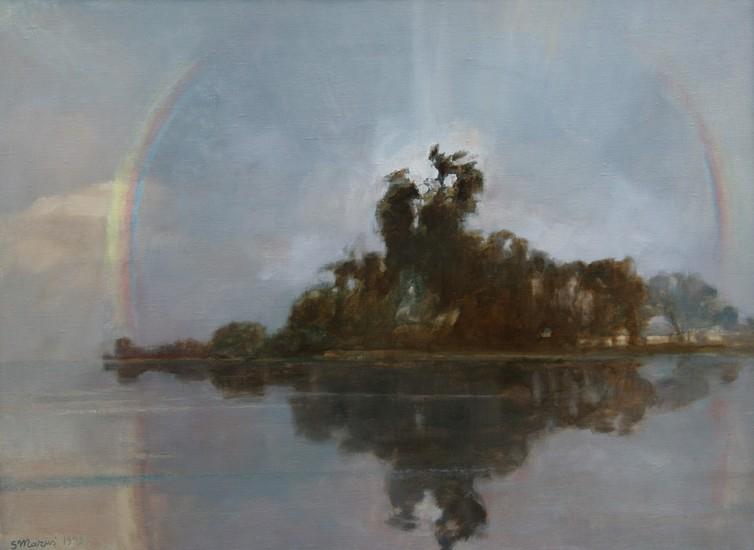
S. Mazuś, „Krajobraz z tęczą”

W 1965 roku otrzymał I nagrodę na wystawie malarstwa studentów Warszawy. W 1967 roku wziął udział w konkursie absolwentów szkół artystycznych, w którym otrzymał nagrodę Ministra Kultury i Sztuki im. Franciszka Bartoszka i Zygmunta Bobowskiego. W tym samym roku wziął udział w Festiwalu Młodych Grafików w Bayreuth (Niemcy). Od 1968 roku jest członkiem Związku Polskich Artystów Plastyków (ZPAP) – okręg Katowice.
W 1968 roku zorganizował I wystawę indywidualną w pawilonie wystawowym Teatru Małego w Tychach. Wziął udział w konkursie „V Wiosna Opolska” w Opolu, otrzymując II nagrodę za obraz i wyróżnienie za grafikę. Uczestniczył w międzynarodowym plenerze „Pejzaż Przemysłowy na Śląsku” w Chorzowie. Otrzymał także I nagrodę w konkursie graficznym ZO ZPAP Katowice „Człowiek a świat współczesny”. W 1969 roku został laureatem III nagrody w konkursie „Projekt malarski gobelinu” w Gdańsku. Był wyróżniony nagrodą równorzędną za obraz „Wiejski listonosz” w konkursie „Człowiek i praca” w CBWA w warszawskiej Zachęcie. W roku 1970 odbył się indywidualny pokaz obrazów i grafik w BWA Katowice. W latach 1970–1975 pracował na etacie w Tyskich Zakładach Gastronomicznych w charakterze projektanta wystroju wnętrz. Otrzymał roczne stypendium Ministerstwa Kultury i Sztuki. W 1971 roku został przyjęty do Ogólnopolskiej Grupy Realistów wystawiających wspólnie w warszawskiej Zachęcie.
W 1974 roku otrzymał kwartalne stypendium Związków Zawodowych FSM w Bielsku-Białej. W latach 1975–1980 współpracował z jaworznicko-mikołowskim Zjednoczeniem Przemysłu Węglowego w charakterze plastyka projektanta. W 1977 roku został wyróżniony nagrodą Prezydenta Miasta Chorzowa na wystawie poplenerowej „Pejzaż Przemysłowy na Śląsku” w Chorzowie. W 1979 roku otrzymał wyróżnienie na Ogólnopolskiej Wystawie Malarstwa „Bielska Jesień” w Bielsku-Białej, a w 1990 roku II nagrodę w V Triennale „Prezentacja Portretu Współczesnego” w Radomiu. W latach 1999–2003 pełnił obowiązki Plastyka Miejskiego w Mikołowie i organizował plenery „Impresje Mikołowskie”, będąc ich komisarzem w latach 1991–1993. W 1995 roku zdobył II nagrodę w konkursie „Pejzaż Katowic” w Katowicach. W 2003 roku zainicjował coroczny cykl imprez plenerowych pod nazwą „Beskidzkie Integracje Sztuki”, wspólnie z Bożeną i Janem Kukuczką w trójwsi Istebna – Jaworzynka – Koniaków. W latach 2009–2014 zorganizował cykl wystaw „Z paletą przez życie W obronie Piękna". W 2014 r. został odznaczony Srebrnym Medalem "Zasłużony Kulturze Gloria Artis".
Jego prace znajdują się w zbiorach wielu instytucji kultury w całej Polsce oraz w kolekcjach prywatnych w kraju i za granicą, między innymi w Muzeum Wojska Polskiego w Warszawie, Ministerstwie Kultury i Dziedzictwa Narodowego, Muzeum Historycznym Miasta Krakowa, Muzeum Śląskim w Katowicach, Galerii Uffizi we Florencji.

## Odznaczenia i wyróżnienia
- Srebrny Medal „Zasłużony Kulturze Gloria Artis” (2005)[5].
- Złota Odznaka Honorowa za Zasługi dla Województwa Śląskiego (2019)[6]